# Pela och Fadime-utmärkelsen
Pela och Fadime-utmärkelsen är en utmärkelse som varje år delas ut av Kommittén för Pela och Fadime-utmärkelsen som startades på initiativ av Riksorganisationen Glöm Aldrig Pela och Fadime, GAPF. Utmärkelsen ges ut till en enskild person eller ideell organisation som arbetar för människors rätt till frihet och ett självständigt liv utan hedersrelaterat våld och förtryck. Utmärkelsen delas ut under Fadimegalan i Stockholm.

## Mottagare av Pela och Fadime-utmärkelsen
- 2018 – Juno Blom, partisekreterare Liberalerna, riksdagsledamot.[3][4]
- 2019 – Devin Rexvid, forskare socialt arbete på Umeå Universitet.[5]
- 2020 – Maria Rashidi, ordförande Kvinnors Rätt.[6]
- 2021 – Marléne Stenman, lärare Mjölby
- 2022 – Soleyman Ghasemiani, en av de första som skrev om hedersvåldet i Sverige
- 2023 – Nahid Persson